# Un soupçon d'amour
Pour plus de détails, voir Fiche technique et Distribution.
Un soupçon d'amour est un film dramatique français réalisé par Paul Vecchiali et sorti en 2020.

## Synopsis
Geneviève et André Garland, des tragédiens célèbres, ont un fils, Jérôme, à la santé fragile. Ils répètent Andromaque de Racine. Pendant les répétitions, Geneviève se rend compte que ce rôle rappelle sa propre vie. Perturbée elle confie le rôle à une amie, Isabelle, qui est aussi la maîtresse de son mari. Elle part avec son fils dans le village où elle a passé son adolescence. Geneviève est secouée par certaines réalités difficiles à admettre. Isabelle la rejoint et tente de la convaincre de reprendre les répétitions.

## Fiche technique
- Titre original : Un soupçon d'amour
- Réalisation : Paul Vecchiali
- Scénario : Paul Vecchiali
- Photographie : Philippe Bottiglione
- Montage : Vincent Commaret
- Musique : Roland Vincent, Vincent Ronda
- Son : Francis Bonfanti
- Producteur : Paul Vecchiali
- Sociétés de production : Dialectik - QP2
- Sociétés de distribution : Épicentre Films
- Pays d'origine :  France
- Langue originale : français
- Format : couleur
- Genre : Drame
- Durée : 92 minutes
- Dates de sortie :
  - France : 9 septembre 2020

## Distribution
- Marianne Basler : Geneviève Garland
- Fabienne Babe : Isabelle Barflot
- Jean-Philippe Puymartin : André Garland
- Ferdinand Leclere : Jérôme Garland
- Pierre Sénélas : Pierre Nélasse
- Astrid Adverbe : Angélique
- Frédéric Pieretti : Jérôme

## À propos du film
- Un soupçon d'amour est dédié à Douglas Sirk[1].